# Дрогобицька міська територіальна громада
Дрогобицька міська громада — територіальна громада в Україні, у Дрогобицькому районі Львівської області. Адміністративний центр — місто Дрогобич.
Площа громади — 420,7 км², населення — 122 905 мешканців (міське: 95 907, сільське: 26 998, 2020 рік).
Територією громади протікають річки Тисмениця, Солониця, Бар, Бронці, Раточинка, Трудниця, Вишенька, Серет і Бистриця Тисменицька.
Утворена 12 червня 2020 року шляхом об'єднання Дрогобицької і Стебницької міських, та Бистрицької, Болехівської, Броницької, Верхньогаївської, Волянської, Дережицької, Добрівлянської, Долішньолужецької, Лішнянської, Медвежанської, Михайлевицької, Нагуєвицької, Нижньогаївської, Почаєвицької, Раневицької, Рихтицької, Снятинської, Ступницької і Унятицької сільських рад Дрогобицького району.

## Населені пункти
До складу громади входять 34 населених пунктів — 2 міста (Дрогобич і Стебник) і 32 села:
- Бистриця
- Биків
- Глинне
- Новошичі
- Ортиничі
- Болехівці
- Нове Село
- Брониця
- Верхні Гаї
- Воля Якубова
- Дережичі
- Монастир-Дережицький
- Добрівляни
- Долішній Лужок
- Лішня
- Монастир-Лішнянський
- Медвежа
- Михайлевичі
- Нагуєвичі
- Нижні Гаї
- Бійничі
- Почаєвичі
- Раневичі
- Рихтичі
- Хатки
- Снятинка
- Залужани
- Старе Село
- Ступниця
- Котоване
- Селець
- Унятичі